# Ewentyzm
Ewentyzm – koncepcja ontologiczna, sformułowana na podstawie odkryć w dziedzinie nauk fizycznych i psychologicznych, zgodnie z którą świat rzeczywisty, jawiący się z pozoru jako funkcjonalny zbiór podmiotów i przedmiotów, faktycznie stanowi wielopoziomową strukturę zdarzeń. Zdaniem ewentystów w istocie przedmioty to swoiste struktury elementarnych zdarzeń fizykalnych (m.in. formującego atomy wiązania się nukleonów wraz z poruszaniem się elektronów), podmioty zaś także i elementarnych zdarzeń psychicznych (m.in. uświadamianie sobie siebie). Podmioty i przedmioty, będąc w mikroskali strukturami zdarzeń, uczestniczą w strukturach zdarzeń i współtworzą te, dla których same pełnią role elementarne (m.in. istnienie grup, gromad, gatunków), czego wynikiem końcowym w makroskali jest ogólnie pojęty świat rzeczywisty. Polską odmianą ewentyzmu jest ewentyzm punktowy.